# Selecció catalana d'handbol
La Selecció Catalana d'Handbol és una selecció esportiva de Catalunya que competeix sota la jurisdicció de la Federació Catalana d'Handbol i que pretén el seu reconeixement internacional.
La selecció catalana d'handbol no està reconeguda per la IHF, per l'oposició de la Federació Espanyola d'Handbol i del CSD i, per tant, només pot jugar partits amistosos a nivell internacional.
Austrian Airlines, patrocinador oficial del campionat europeu d'handbol, va fer la publicitat amb un jugador d'handbol de la selecció catalana, amb el text de "Així volen els guanyadors, i així també" (en alemany: So fliegen Gewinner und so auch).